# Río Cávado
El río Cávado es un río del noroeste de la península ibérica que discurre por los distritos de Vila Real y Braga, en Portugal.  

## Curso
Nace en la Sierra de Laroco, a una altitud de cerca de 1.520 metros, pasa por Braga y Barcelos y desemboca en el Océano Atlántico junto a Esposende, después de un recorrido de 135 kilómetros.

## Cuenca
La cuenca hidrográfica del río Cávado (1.589 km²) limita al norte con la cuenca hidrográfica del río Limia y al este y al sur con las cuencas de los ríos Duero y Ave. El desagüe anual en la desembocadura del río es, de media, de 2.123 hm³. Se estima que la cuenca hidrográfica del río Cávado presenta una capacidad total de almacenamiento de recursos hídricos del orden de los 1000 hm³, en régimen regularizado, valor que corresponde al casi 30% del total existente en Portugal.

## Afluentes
Sus afluentes principales son :
- Río Cabril
- Río Caldo
- Río Homem
- Río Labriosca
- Río Rabagão
- Río Saltadouro
- Río Tamel